# Pallavicini Zita
Pallavicini Zita Borbála (Budapest, 1971. január 5. –) író, újságíró, televíziós személyiség, az olasz eredetű magyar őrgróf Pallavicini család sarja, illetve apai dédanyja, Andrássy Borbála volt, ami által a gróf csíkszentkirályi és krasznahorkai Andrássy család egyik képviselője Magyarországon.

## Családja
Édesapja őrgróf Pallavicini András. Apai felmenői által számos főnemesi család vére csörgedezik ereiben. Apai nagyapja volt őrgróf Pálinkás-Pallavicini Antal magyar honvéd őrnagy és mártír, akinek szülei őrgróf Pallavicini György és gróf csíkszentkirályi és krasznahorkai Andrássy Borbála voltak. Pallavicini György édesanyja székhelyi Mailáth György országbíró leszármazottja volt. Andrássy Borbála gróf csíkszentkirályi és krasznahorkai Andrássy Gyula államférfi unokája volt. Pallavicini Zita jelenleg[mikor?] is több olyan esemény szervezője és vendége, amely ősei emlékével foglalkozik: közelmúltban[mikor?] történt például dédapja, őrgróf Pallavicini György szobrának felavatása a Móra-múzeumban, de részt vett a tiszadobi Andrássy-kastély felújítási projektjében is.
Édesanyja, Tamara Papulajova cseh származású nő. Anyai nagyapja, Josef Papulaj diplomata volt, majd 65 éves korában felszentelték görögkatolikus pappá. Élete végén Torontóban élt, és ott vezette a helyi egyházközséget.
Az "őrült őrgrófnő" exférjével 1995-ben házasodott meg. Jelenleg[mikor?] jegyestársával él párkapcsolatban. Két gyermek, Eduárd és Lavínia édesanyja.

## Élete
1971. január 5-én született Budapesten. Van egy 9 évvel fiatalabb féltestvére, Nikoletta. Korai éveit Bagdadban töltötte, majd a családja visszaköltözött Prágába. Prágai évei alatt Věra Čáslavská hétszeres csehszlovák olimpiai bajnok volt a tornaedzője a Sparta Praha-ban. 15 éves volt, amikor megtanult tökéletesen magyarul, miután felvették az Állami Balettintézetbe. Apai nagyanyja, Székely Judit gondozása alatt töltötte tinédzserkorát Budapesten. A balettet egy lovasbaleset után hagyta abba.
1989-ben Torontóban élt édesapjával, és annak második feleségével, Timár Ágnessel. Ekkor diagnosztizáltak anorexiát nála. A torontói cseh nemzetiségi színházban gyakran fordult meg, mint statiszta, valamint dolgozott légiutaskísérőként és eladónőként is kanadai élete során. Ezután a család egyik barátjánál Bázelban élt.
1990-ben visszaköltözött Prágába, és megismerkedett meg John Casablancassal, az amerikai Elite modellügynökség társtulajdonosával, aki modell munkát ajánlott neki, melyet elfogadott a biztos megélhetés reményével.
1991 szilveszterén az 5 hónapos terhes édesanyját megölték egy brutális kettős gyilkosság során Prágában. Ezután a Magyar Televíziónak dolgozott, mint televíziós szerkesztő, majd rendezőasszisztens.
1994-ben közreműködött a Történelmünk emlékhelye Madeira című dokumentumfilmben.
1995-ben a bécsi Life bál – HIV-pozitív betegek számára rendezett jótékonysági gála – során ismerkedett meg Karel Schwarzenberg herceggel, aki később Csehország külügyminisztere lett. Ez évben házasodott meg Nagycenken első férjével, Harald Weidlerrel, aki a Maldív-szigetek konzuljának a fia. Schwarzenberg herceggel a viszonya komolyabbá fordult, férjétől pedig apósa miatt elidegenült, így Weidlertől elvált. Pallavicini ezt követően egy Prága melletti kastélyba költözött Schwarzenberghez. Magánélete egyre kaotikusabbá vált. 2000-ben öngyilkosságot kísérelt meg.
2011-ben kiadta első könyvét, az Egy őrült őrgrófnő naplója címmel, mely tulajdonképpen egy memoár.
2017-ben szerepelt a Ázsia Expressz 1 nevű műsorban, melyben Cseke Katinka színész partnerségével Vietnámon át Laoszon és Kambodzsán keresztül utaztak Thaiföldre. A kalandshowból a 25. epizódban estek ki, amivel bekerültek a TOP 3 pár közé. Azóta több reggeli beszélgetős műsorban tűnik fel vendégként.
2019-ben könyve megjelent cseh fordításban Deník šílené markraběnky névvel (a magyar cím cseh fordítása). A könyvvel kapcsolatos bemutatókat március 14-én Prágában, március 21-én Brno-ban bonyolította le.
Hét nyelven beszél folyékonyan, például magyarul, csehül, oroszul, angolul, stb. Több nívós rendezvény vendége, és karitatív szervezetek támogatója.

## Művei
- Egy őrült őrgrófnő naplója (Ulpius-ház Könyvkiadó, 2011), ISBN 9789632544526[4]

## Tévés szereplései
- Egyetleneim (2006)
- Szobaszerviz (2011)
- Ázsia Expressz (2017)[5]